# Nieuwer Ter Aa

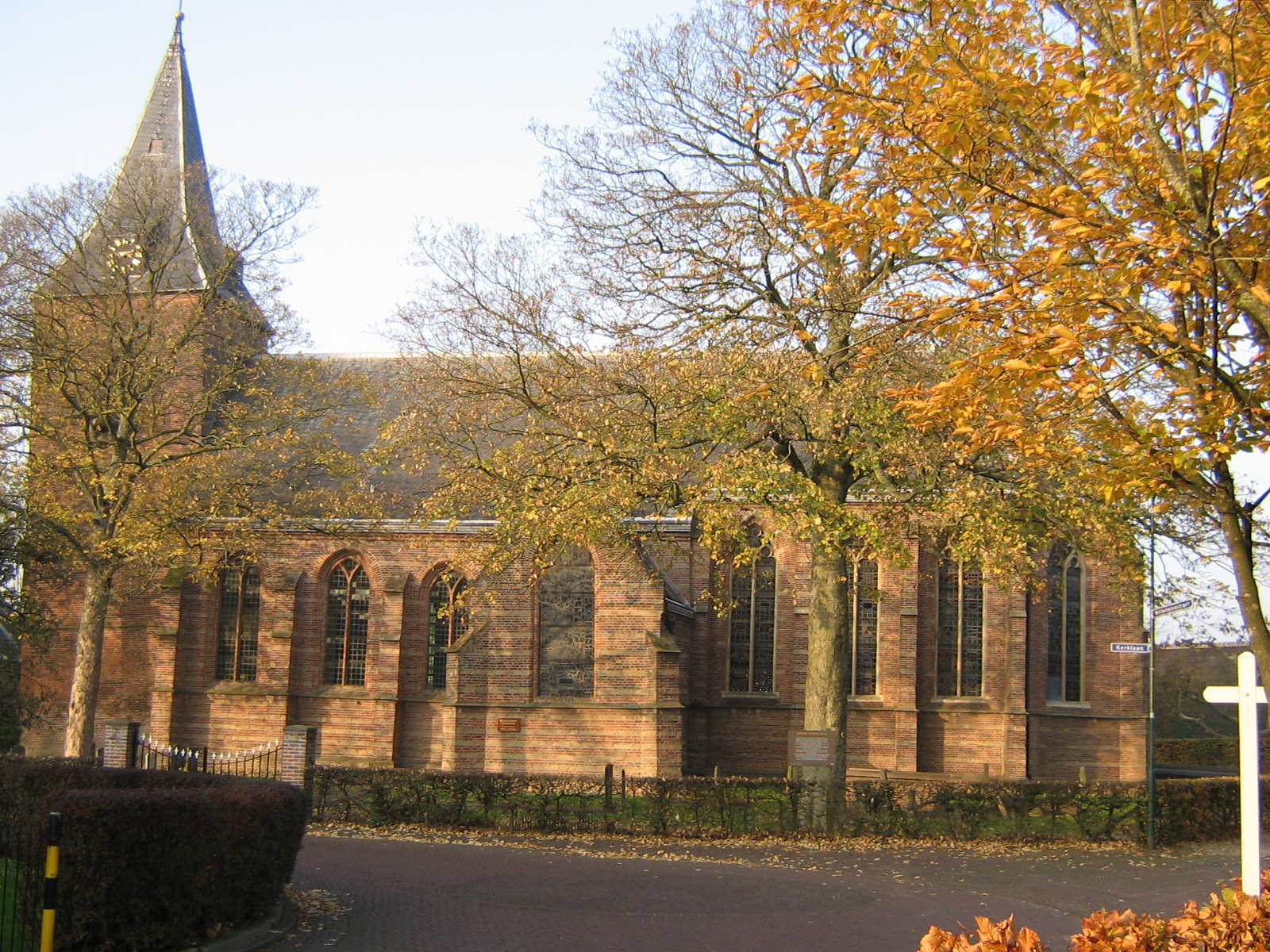
Laat-gotische dorpskerk Nieuwer Ter Aa

Nieuwer Ter Aa is een klein dorp in de gemeente Stichtse Vecht, in de Nederlandse provincie Utrecht. Het dorp ligt iets ten westen van de autosnelweg A2 en één kilometer ten westen van het Amsterdam-Rijnkanaal, gelegen aan het riviertje de Aa. Nieuwer Ter Aa heeft 725 inwoners (2023).
Tot Nieuwer Ter Aa worden ook de buurtschappen Oud-Aa en Oukoop gerekend.
Het dorp heeft ook een voetbalclub genaamd: o.s.v. NiTA.
Tot 1798 maakte het dorp deel uit van de heerlijkheid Ter Aa. Nieuwer Ter Aa lag tot 1964 in de gemeenten Ruwiel en Loenersloot, daarna hoorde het tot 2011 bij Breukelen.
Daarnaast werd de serie VRijland opgenomen in het dorpje Nieuwer Ter Aa.

## Monumenten
Een deel van Nieuwer Ter Aa is een beschermd dorpsgezicht.
Zie ook:
- Lijst van rijksmonumenten in Nieuwer Ter Aa
- Lijst van gemeentelijke monumenten in Nieuwer ter Aa

Dorpen: Breukelen · Kockengen · Loenen aan de Vecht · Loenersloot · Maarssen · Maarssenbroek · Nieuwersluis · Nieuwer Ter Aa · Nigtevecht · Oud-Zuilen · Tienhoven · Vreeland

Buurtschappen: Gieltjesdorp · Kerklaan · Kortrijk · Laag-Nieuwkoop · Maarsseveen · Mijnden · Molenpolder · Nieuwerhoek · Noordeinde · Oud-Aa · Oud-Maarsseveen · Oukoop · Portengen · Portengense Brug · Scheendijk · Spengen · Zuideinde

Utrecht · Plaatsen in de provincie      Nederland · Provincies · Gemeenten